# Джонсон, Мелвин
Ме́лвин Ме́йнард Джо́нсон (англ. Mélvin Máynard Jóhnson Jr.; 6 августа 1909— 9 января 1965, Бостон, Массачусетс) — американский оружейный конструктор и офицер морской пехоты, наиболее известный разработкой винтовки Johnson M1941

## Биография

### Ранние годы
Мелвин родился 6 августа 1909 года в городе Бостон, штат Массачусетс. Окончил Гарвардский университет в 1932 году, затем Гарвардскую школу права в 1934 году.

### Военная карьера
В 1934 году поступил на службу в Корпус морской пехоты США в звании второго лейтенанта. В 1940 году, будучи капитаном резерва КМП, начал разработку собственной системы оружия.

### Оружейные разработки
Основные разработки:
- Винтовка Johnson M1941 - самозарядная винтовка с коротким ходом ствола
- Пулемёт Johnson M1941 - вариант на 20 патронов
- Экспериментальный карабин под патрон .30 Carbine (1944)

В 1944 году основал компанию Johnson Automatics.

## Патенты
Получил 7 патентов США на оружейные системы, включая:
- Патент №2,344,108 (1944) - механизм запирания
- Патент №2,493,001 (1950) - система подачи патронов

## Связанные статьи
Пулемет Джонсона